# Simon Marius
Simon Mayr, più noto col nome latinizzato di Simon Marius (Gunzenhausen, 10 gennaio 1573 – Ansbach, 26 dicembre 1624), è stato un astronomo tedesco.

## Biografia
Nacque a Gunzenhausen, ma passò la maggior parte della sua vita nella città di Ansbach. Fu allievo di Tycho Brahe e Giovanni Keplero.
Nel 1614 Marius pubblicò il suo lavoro Mundus Iovialis, che descriveva il pianeta Giove e le sue lune. In esso sostenne di aver scoperto le quattro lune maggiori pochi giorni prima di Galileo. Questa affermazione portò ad una disputa con Galileo, il quale accusò Marius non solo di essere un bugiardo, ma anche di aver copiato i suoi lavori di sana pianta, e che il Mundus Iovialis non era altro che un plagio. Esiste una corposa letteratura su questo argomento.
I nomi mitologici delle quattro lune utilizzati oggi (Io, Europa, Ganimede e Callisto) sono quelli dati loro da Marius su suggerimento del matematico imperiale Johannes Kepler.
Simon Marius sostenne anche di essere lo scopritore della Galassia di Andromeda. In realtà, probabilmente a sua insaputa, era già conosciuta dagli astronomi arabi del Medioevo.